# عبدالعزیز (زهک)
عبدالعزیز (زهک)، روستایی از توابع بخش مرکزی شهرستان زهک در استان سیستان و بلوچستان ایران است.

## جمعیت
این روستا در دهستان خواجه احمد قرار دارد و براساس سرشماری مرکز آمار ایران در سال ۱۳۸۵، جمعیت آن ۵۶۹ نفر (۱۱۲خانوار) بوده‌است.